# Gullspång (commune)
La commune de Gullspång est une commune suédoise du comté de Västra Götaland, peuplée d'environ 5 210 habitants (2020). Son chef-lieu se situe à Gullspång.

## Localités principales
- Gullspång
- Hova
- Otterbäcken
- Skagersvik